# Baldy Peak
Baldy Peak, také Mount Baldy je s nadmořskou výškou 3 476 metrů jedna z nejvyšších hor ve státě Arizona. Současně je také nejvyšší horou pohoří White Mountains.
Nachází se v jižní části Apache County, na východě Arizony.